# 三橋保
三橋 保（みつはし たもつ、1921年 - ）は、日本の実業家。東京テアトル社長を就任。

## 来歴
1941年（昭和16年）、旧制関東学院専門学校高等商業部を卒業。1946年東京テアトル設立と同時に入社。1964年（昭和39年）に取締役就任。常務を経て1977年（昭和52年）専務取締役就任。1982年（昭和57年）東京テアトル代表取締役社長就任。就任時61歳であった。しかし、健康上の理由で1983年に同じ関東学院卒の脇田勇氏に代表取締役社長の座を譲り代表権のない会長に就任した。

## 実績
- 1982年に池袋ホテルテアトル開業。これが東京テアトルのホテル業初進出となる。地下１階には映画館「テアトルダイヤ」を再開業した。なお、2011年（平成23年）「池袋ホテルテアトル」及び「テアトルダイヤ」閉館[3]。現在その地は三井不動産所有の「池袋グローブ」となり核テナントはユニクロとなっている[4]。